# Bédeille (Pyrénées-Atlantiques)
Bédeille település Franciaországban, Pyrénées-Atlantiques megyében. Lakosainak száma 207 fő (2022. január 1.). Bédeille Escaunets, Séron, Villenave-près-Béarn, Lombia és Sedze-Maubecq községekkel határos.

## Népesség
A település népességének változása:
| Lakosok száma | 202  | 209  | 213  | 207  | 207  | 207  | 207  | 207  | 207  |
|               | 2013 | 2015 | 2016 | 2017 | 2018 | 2019 | 2020 | 2021 | 2022 |